# Quick Den Haag

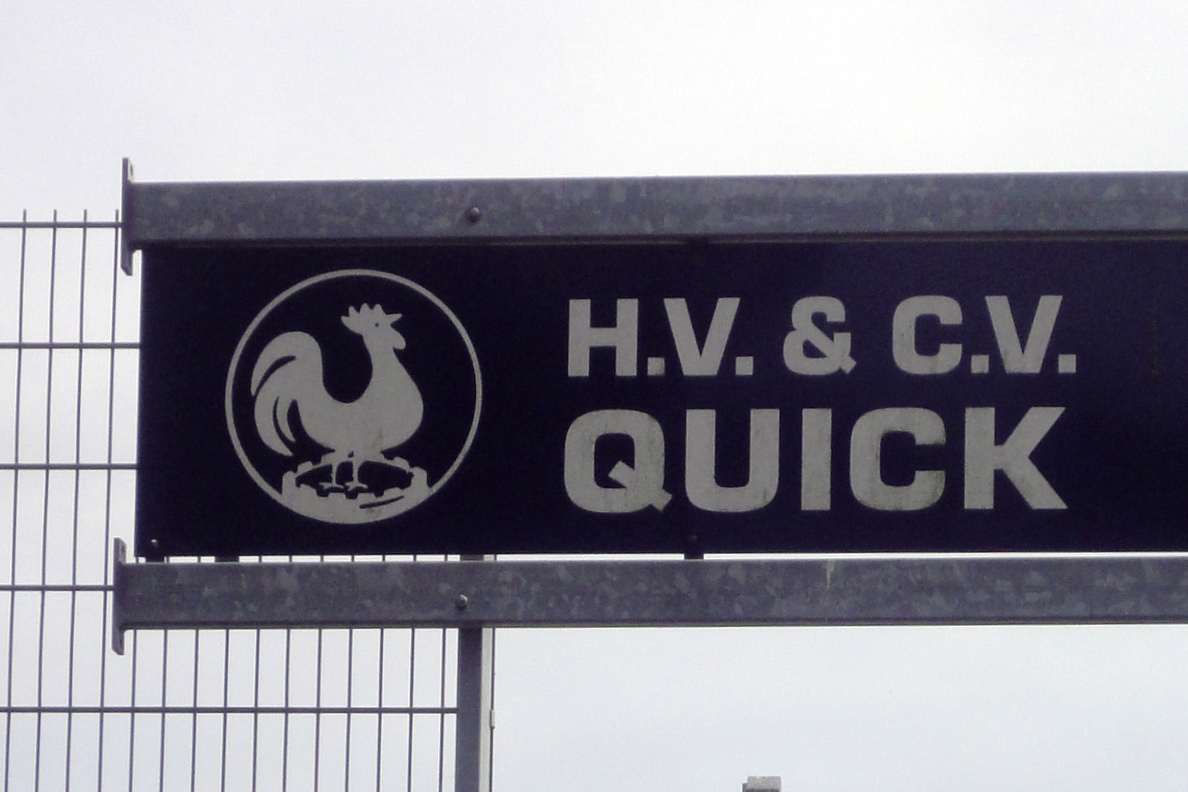
Logo Quick

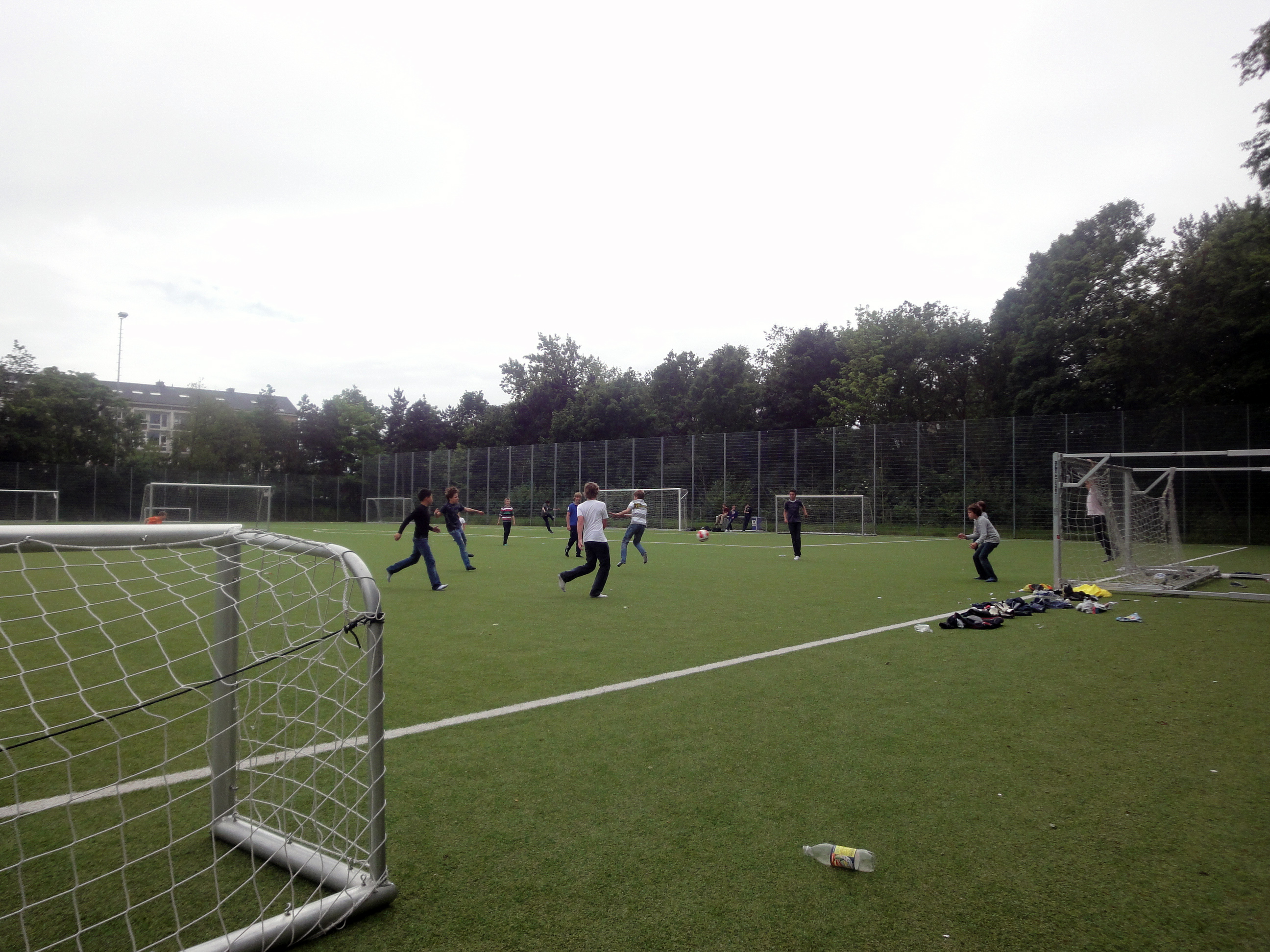
Fußballplatz

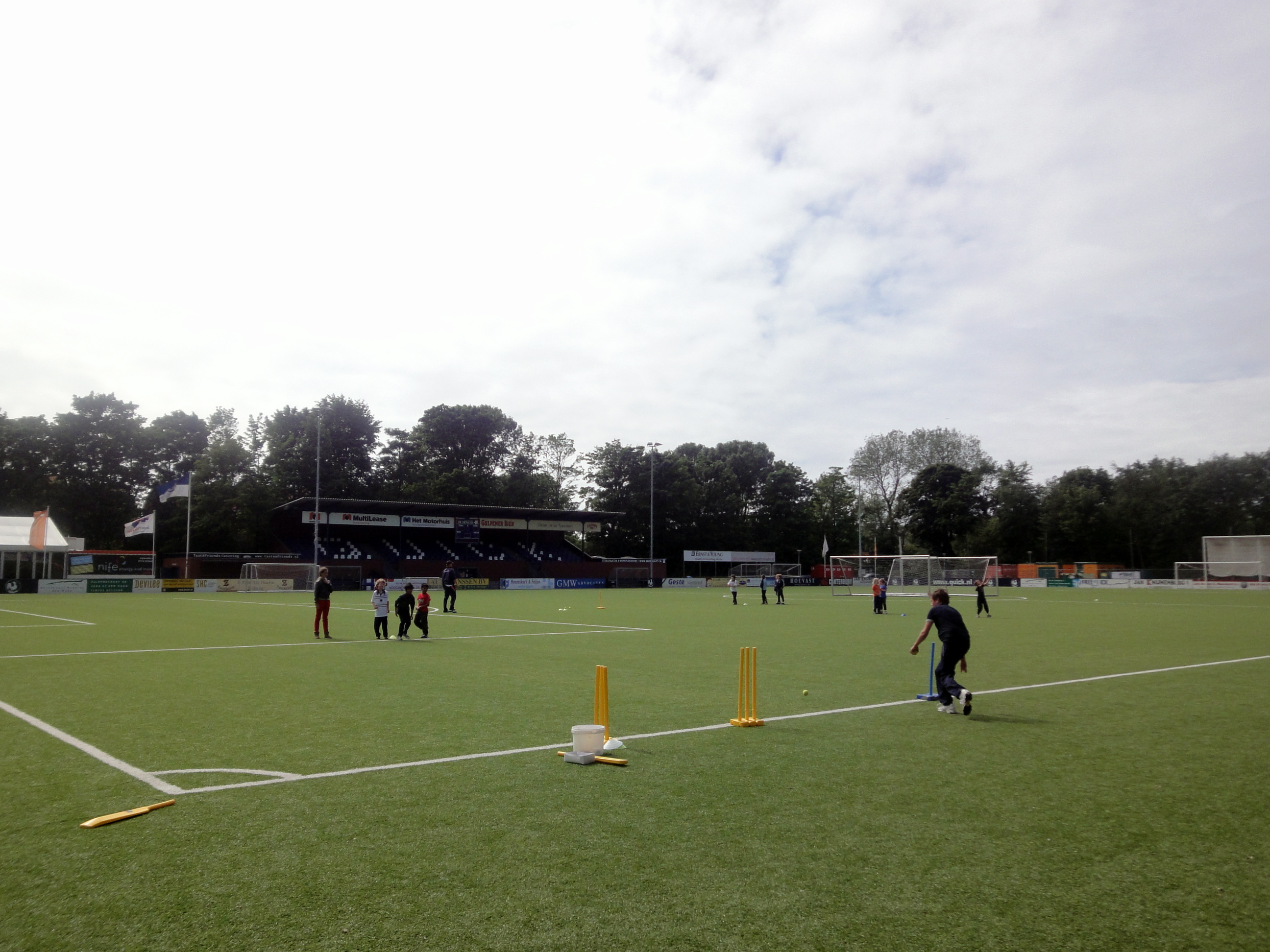
Cricketplatz

Die Haagse Voetbal- en Cricketvereniging „Quick“, kurz H.V. & C.V. „Quick“, 1896 als Haagse Voetbalvereeniging „Quick“ (HVV „Quick“) gegründet, ist ein Sportverein aus ’s Gravenhage mit einer Fußball- und einer Cricketabteilung. Die Vereinsfarben sind marineblau und weiß. Die erste Fußballmannschaft des Klubs spielte bis Mitte der 1920er Jahre in der höchsten Spielklasse. Sie war 1908 Niederländischer Meister. Mit der ersten und der zweiten Mannschaft gewann der Verein jeweils zweimal den KNVB-Pokal. Aus der 1927 gegründeten Cricketabteilung wurden in der zweiten Hälfte des 20. Jahrhunderts und zuletzt in den letzten Jahren die Männerteams und seit dem Jahrtausendwechsel die Frauenmannschaften mehrmals Niederländische Meister.

## Geschichte
Am 1. März 1896 gründeten zehn fußballbegeisterte Haager Jungen die Haagse Voetbalvereeniging „Quick“. 1898 wurde der Verein in die zweite Spielklasse des Haagschen Fußballbundes aufgenommen und beendete gleich die erste Saison auf dem ersten Platz. Im Jahr 1900, nach der zweiten Meisterschaft, trat der HVV Quick dem Niederländischen Fußballbund NVB bei. 1904 stieg das Team in die Eerste klasse, die höchste Spielklasse auf. Zwei Jahre später war Henk Muller erster Quick-Spieler in der Nationalmannschaft. 1908 wurde die erste Mannschaft Niederländischer Meister, in den beiden folgenden Jahren gewann die Reserve den Holdert-beker genannten Pokal des NVB, 1911 gelang dies auch Quick 1. Einen weiteren Pokalsieg verzeichnete sie im Jahr 1916. Dem folgte 1920 der erste Abstieg, doch 1922 kehrte die Mannschaft für drei weitere Jahre in die höchste Spielklasse zurück. Seit dem Abstieg 1925 ist der HVV Quick nicht wieder erstklassig gewesen; bei der Einführung des bezahlten Fußballs mit Eredivisie und Eerste Divisie als Profiligen entschieden sich die Quick-Mitglieder für den Verbleib in der Amateurklasse.
Die Cricketmannschaft der Männer, 1927 gegründet, stieg 1951 erstmals in die höchste Spielklasse auf. 1956 war Pieter A. Marseille der erste Quick-Spieler in der Cricket-Nationalmannschaft; dennoch stieg die Mannschaft in diesem Jahr wieder ab. Nach mehreren Auf- und Abstiegen folgte 1965 die erste Niederländische Meisterschaft, ein Erfolg, der fünf Jahre später wiederholt werden konnte. Erneut folgten Abstiege, sogar bis in die dritte Spielklasse, ehe 1986 ein erneuter Triumph folgte. Während das Männerteam anschließend wieder zwischen den höchsten Ligen pendelte, begann die Frauen-Cricketmannschaft auf sich aufmerksam zu machen. Sie wurde 2001 und 2002 zwei Jahre in Folge Meister; in den 2000er Jahren war sie insgesamt fünfmal das beste Team der Niederlande.

## Erfolge

### Fußball
- Niederländischer Meister: 1907/08
- Niederländischer Pokalsieger:
  - Zweite Mannschaft: 1908/09, 1909/10
  - Erste Mannschaft: 1910/11, 1915/16

### Cricket
- Niederländischer Meister (Männer): 1965 (geteilter Titel mit VOC Rotterdam), 1970, 1986, 2013, 2014
- Niederländischer Meister (Frauen): 2001 (geteilter Titel), 2002, 2005, 2008, 2010

## Ehemalige Aktive

### Fußballnationalspieler

#### A-Nationalspieler
- Leo Bosschart (19 Einsätze, 1909–1920)
- Caius Welcker (17 Einsätze, 1907–1911)
- Lou Otten (12 Einsätze, 1907–1911)
- Edu Snethlage (11 Einsätze, 1907–1911)
- Noud Stempels (3 Einsätze, 1908)
- Henk Muller (2 Einsätze, 1906)
- Jops Reeman (2 Einsätze, 1908)
- Wim Groskamp (1 Einsatz, 1908)
- Arend Schoemaker (1 Einsatz, 1933)

#### Amateurnationalspieler
- Jan ten Hoopen (4 Einsätze, 1959–1960)

### Cricketnationalspieler
(bis November 2008)
| - Paul Jan Bakker - Jeroen Brand - Pieter Brouwer - Coen Burki - Nolan Clarke - Jeroen Coster - Reinier van Es - Rob Klijn |  | - Somesh Kohli - Dick Kramer - Dick Kramer Hzn. - Cees Lieshout - Ab van Lomwel - Steven Lubbers - Pieter Marseille - Geert M.C. Mol |  | - Henk J.C. Mol - Darron Reekers - Edgar Schiferli - René Schoonheim - Lesley Stokkers - Dick Vierling |